# Broccolino
Il broccolino è una varietà linguistica parlata dagli italoamericani di Brooklyn, uno dei cinque distretti della città statunitense di New York. Broccolino è anche il nome italianizzato di Brooklyn, probabilmente attribuitogli durante l'emigrazione italiana negli Stati Uniti.

## L'emigrazione italiana negli Stati Uniti
Tra le mete migratorie nel periodo postunitario, oltre ai paesi europei come Francia, Svizzera e Germania, figurano anche Stati Uniti, Argentina e Brasile. Nel periodo tra il 1880 e il 1914 più di quattro milioni e mezzo di italiani, provenienti soprattutto dall'Italia meridionale, sbarcarono negli Stati Uniti. Gli espatri dall'Italia raggiunsero quasi i sei milioni, prima di arrestarsi nel 1976, quando iniziarono i rientri.
Dopo la prima guerra mondiale il governo statunitense impose restrizioni per i flussi migratori emanando l'Immigration Act o Barred Zone Act, che richiedeva un test di alfabetizzazione per tutti gli immigrati di età superiore ai 16 anni e, più tardi, l'Immigration Act o Johnson Act (1924) limitò il numero delle entrate dei migranti negli Stati Uniti.
Secondo Tullio De Mauro è possibile studiare l'emigrazione italiana su tre profili:
- demografico: in quanto causa del diradamento della popolazione;
- economico: migliorarono i salari, i contratti di lavoro e gli immigrati inviarono denaro a coloro che erano rimasti in patria;
- linguistico: sfoltì l'analfabetismo e la massa di dialettofoni soprattutto nel Sud Italia, dove la scuola si sviluppò solo a cavallo della prima guerra mondiale. La dialettofonia esclusiva si attestava al 97,5% negli anni dell'unificazione[1], ma andò diminuendo: dall'86-90% nel 1861 al 23-32% nel 1951[2] arrivando al 20% negli anni Ottanta[3].

Per gli emigrati il registro di comunicazione prevalente erano i dialetti locali e non venivano a conoscenza dell'italiano standard, a causa della distanza tra i due paesi. I dialetti avevano anche un sostrato culturale e identitario, un ricordo della vita in Italia, mentre l'apprendimento dell'inglese voleva dire successo e ascesa sociale.
Si crearono comunità dialettofone su base regionale o provinciale, dove però le attitudini degli italiani verso l'italiano erano più negative che positive, molti genitori, per esempio, erano contrari all'insegnamento dell'italiano ai figli.
In questo contesto socioculturale i contatti tra lingua e dialetto contribuirono a creare un continuum linguistico che non aveva delimitazioni nette e che, accanto all'inglese, passava dall'italiano dialettale al dialetto italianizzato, ai pidgin di tipo italo-americano, ai dialetti arcaici.

## Caratteristiche
Sono state individuate cinque fasi che ripercorrono lo sviluppo della lingua italiana nel nord America:
- nella prima l'italiano e, più spesso, il dialetto regionale prevalgono sull'inglese che è relegato ad espressioni fisse come Ok, that's alright o Yeah;
- nella seconda fase la conoscenza dell'inglese è ancora debole, ma avviene il cambio del codice linguistico a cui si fa risalire una prima forma di italoamericano, caratterizzato da un linguaggio che ha spesso base regionale[7];
- la terza fase è caratterizzata dall'utilizzo dell'italoamericano nelle comunità italiane. Vi è ancora il cambiamento di codice dove la base è l'italoamericano e l'inglese è la lingua di sostituzione;
- nella quarta fase si utilizza soprattutto l'inglese, mentre l'italoamericano passa in secondo piano;
- infine, nella quinta fase c'è una totale scomparsa delle influenze italoamericane dato che i parlanti sono ormai monolingui in inglese.

Dagli studi sugli italo-americani di New York e Long Island si rileva l'esistenza di una lingua franca non-standard, omogenea e parlata da emigrati provenienti dal Sud Italia che la usavano per la comunicazione “alta” al di fuori dall'ambito della famiglia, in cui prevalevano dialetti stretti o varie forme di pidgin.
La presenza di una lingua franca condivisa da chi proveniva da regioni diverse dell'Italia potrebbe essere il risultato del livellamento dialettale grazie al quale la grande varietà di dialetti converge verso una forma comune. Alcuni esempi lessicali sono l'utilizzo di 'scudo' (probabilmente risalente ai primi immigrati dall'Italia poco dopo l'unificazione) con il significato di ‘dollaro’, oppure pezzo/pezza usati con il medesimo significato (che si riferisce all'usanza di tagliare le monete d'oro in parti uguali, ognuno con valore di un dollaro).
La lingua franca italo-americana si distingue per la prevalenza di caratteristiche dialettali sugli anglicismi e sui tratti popolari. Il suo utilizzo varia a seconda di fattori come età, generazione, sesso, livello di scolarizzazione, inserimento sociale, itinerario migratorio.
Basando l'analisi sul fattore generazionale, i soggetti anziani – quindi appartenenti alla prima generazione – sono emigrati soprattutto dalle zone rurali dell'Italia meridionale e si sono stabiliti negli Stati Uniti senza una valida preparazione sociale e culturale.
Sono quelli che non hanno acquisito perfettamente l'inglese e presentano un alto grado di convergenza tra dialetto e inglese. I giovani della prima generazione che, invece, hanno frequentato la scuola in Italia, hanno una competenza migliore nell'italiano standard. Lasciano penetrare alcuni termini dialettali nel loro registro alto che è privo di convergenza con l'inglese. Tuttavia, per questa generazione il quadro resta molto vario e i confini con la prima possono essere in qualche caso sfumati: dipendono, per esempio, dagli anni d'istruzione in Italia e negli Stati Uniti, dall'atteggiamento linguistico dei genitori e dei parenti, l'influenza dei coetanei americani e dell'istruzione scolastica nel nuovo paese.
Con la seconda generazione di giovani l'inglese è la varietà dominante, ma è evidente la diglossia costituita dall'inglese e dagli elementi dialettali, popolari e anglo-americani acquisiti da genitori e nonni. Si verifica il degrado nella competenza della varietà alta con discorsi zoppicanti, pieni di ripetizioni, autocorrezioni, silenzi disperati, quando non capita la parola giusta. Si tratta di una generazione nata in America da genitori italiani. Generalmente tende al monolinguismo anglofono, che si rivela anche quando si tenta di parlare italiano: per esempio è frequente l'utilizzo di andar fuori con il significato di 'uscire', perché tradotto dall'inglese going out; oppure il plurale del verbo ne «la gente mi trattavano», che si spiega considerando il plurale del sostantivo inglese people.
Le indagini sulle comunità di New York hanno rivelato che la perdita dell'italiano diminuisce con l'avanzare dell'età nella prima generazione, ma lo slittamento linguistico, e quindi l'avviarsi dell'italiano ad essere percepito come lingua straniera, aumenta con l'avanzare dell'età nella seconda generazione.

## Caratteristiche dialettali

### Fonologia
L'incontro dinamico tra l'inglese, l'italiano standard e le caratteristiche dialettali regionali ha prodotto un grado di dialettalità variabile.
I tratti dialettali più frequenti, tipici dei dialetti meridionali, si riscontrano nella sonorizzazione di /p/ e /t/ intervocaliche (lasciado, trovado), la sonorizzazione della /t/ tra –n e vocale (tando), l'assimilazione di rl a –rr- (parro per 'parlo', parrano per 'parlano') e nd a -nn- (quanno). Altre caratteristiche sono l'apocope (so iuta, so cambiate), la sincope (mi rcordo, certament) e le consonanti raddoppiate come la 'b' (subbito). Questi residui dialettali prevalgono negli individui anziani, di prima generazione, diventati bilingui in età adulta.

### Morfosintassi
È la morfosintassi ad avere il maggior numero di elementi dialettali, soprattutto per gli emigrati di prima generazione.
Tra gli emigrati che hanno frequentato alcuni anni di scuola in Italia, si possono trovare giovani che parlano correttamente l'italiano e altri che hanno qualche incertezza. Nel complesso sono in grado di tenere separate le varie lingue ma, avendo vissuto in un ambiente dialettofono anche negli Stati Uniti e, a fronte di un'inerzia linguistica, presentano molti dei tratti morfosintattici elencati di seguito.
Gli italo-americani sostituiscono spesso l'articolo determinativo con 'a', soprattutto se femminile singolare (a giobba, a gente, a luce, a lavatrice).
Il pronome personale atono 'ci' si unisce spesso alla forma verbale andando a sostituire la terza persone singolare e plurale italiana (gli, le, loro). Alcuni esempi: «se incontri uno non ci (gli) puoi parlare», «ci (loro) danno i soldi». Comune nei dialetti meridionali è l'amplificazione del comparativo degli aggettivi (più meglio).
La congiunzione 'che' è spesso usata con funzione polisemica: «a highschool che io sono andato» (funzione locale), «ho lasciato l'Italia che avevo diciannove anni» (funzione temporale); o può sostituire il pronome relativo: «la temperatura che non mi sono mai potuta adattare».
Gli aggettivi possessivi vengono spesso utilizzati in posizione postnominale, tendenza tipica dei dialetti meridionali: a casa tua, il dialetto tuo.
Per le forme verbali spesso 'avere' è usato come verbo intransitivo (ho venuto, ho ritornato, m'ha piaciuto), mentre 'essere' è usato come verbo transitivo (sono vista). Il presente dei verbi ausiliari è il tempo più usato, mentre occorre spesso la confusione tra il condizionale e il congiuntivo nei periodi ipotetici («se in Italia ci fusse u travagghiu giusto, fosse differente»).
Mentre la seconda generazione, costituita da coloro che sono nati negli Stati Uniti, presenta l'ausiliare 'avere' seguito da infinito, ma è ipotizzabile che ci sia una convergenza con l'inglese (had to+infinito). Inoltre è frequente l'assenza di accordo tra genere e numero fra sostantivi e aggettivi: «la gente sono diversi».

### Lessico
Per il lessico si distinguono due tendenze principali: l'occorrenza di dialettismi nell'italo-americano e l'uso di anglicismi.
Nel primo caso, tra i pochi esempi, si riscontra l'uso di 'imparare' e 'insegnarsi' soprattutto per emigrati provenienti dalle regioni meridionali («mi sono imparato», «si sono imparato»); 'tenere' viene spesso usato con il significato di 'avere' («teneva due anni», «tengo assai nostalgia»).
Per i soggetti di seconda generazione si notano infiltrazioni di variazioni individuali nella parlata (pazienz, necessitate, amichi) a causa dell'incertezza nell'utilizzo dei dialetti.
Gli anglicismi compaiono in numero minore nella varietà alta parlata dagli italo-americani. Negli individui anziani tra i pochi prestiti si notano jobless (disoccupato), standard, nice (carino), retire (andare in pensione). Alcuni calchi usati sono carta verde (the green card, il permesso di lavoro per gli emigrati negli Stati Uniti) e italiani americani (dall'inglese Italian Americans).
Nelle generazioni successive, la lacuna linguistica dell'italiano viene colmata da calchi come: «Mi sento comodo a parlare inglese», dall'inglese to feel comfortable; «ritornare indietro», corrispondente a to go back; «ritirarsi dal lavoro» preso da to retire from work.
La tendenza alla pidginizzazione, con il conio di parole nuove, risponde all'esigenza di una comunicazione immediata. Tra le voci più popolari compaiono:
- bosso dall'ingl. Boss «capo»,
- carro dall'ingl. Car «macchina»,
- fattoria dall'ingl. Factory «fabbrica»,
- storo dall'ingl. Store «negozio»,
- farma dall'ingl. Farm «fattoria»,
- fornitura dall'ingl. Furniture «mobili»,
- giobba dall'ingl. Job «lavoro»,
- grosseria dall'ingl. Grocery «generi alimentari»,
- trobolo dall'ingl. Trouble «guaio»,
- bisinisse dall'ingl. Business «affare»,
- draivare dall'ingl. to drive «guidare»,
- germanese dall'ingl. German «tedesco»,
- marchetta dall'ingl. Market «mercato»,
- tichetta dall'ingl. Ticket «biglietto»,
- mollo dall'ingl. Mall «centro commerciale».

I più competenti nell'uso del lessico italo-americano sono gli anziani con limitata esperienza linguistica sia in inglese sia in italiano. Questi termini sono destinati a cadere in disuso nelle comunità italo-americane, poiché già dalla prima generazione di giovani, sebbene conosciuti, non vengono più utilizzati. La varietà alta dei nonni è diventata la loro varietà bassa.

## Possibili previsioni per il futuro
Nel 2011 il censimento negli Stati Uniti ha rilevato che 723.632 italiani parlano italiano come madrelingua e, secondo un rilevamento del 2009, 80.752 lo parlano come lingua seconda. Rispetto al 2000 dove l'italiano si trovava al 6º-7º posto tra le lingue più parlate in casa (1.008.370 parlanti), nel 2010 è sceso al 9º-10º posto, superato da coreano, tedesco e russo.
New York è lo stato dove su 213.785 individui al di sopra dei 5 anni, il 27,97% parla italiano. Non è possibile prevedere con certezza quale sarà il destino dell'italo-americano e, in generale, dell'italiano in America, ma alcuni indizi indicano che la loro sopravvivenza è incerta. La limitazione dell'utilizzo dell'italiano all'ambiente domestico e familiare nelle comunità italo-americane spiega il degrado della competenza linguistica in questa varietà nelle generazioni più giovani. Infatti, se da un lato le giovani generazioni possono sviluppare un bilinguismo italiano/inglese, mano a mano che ci si allontana dalla generazione dei primi immigrati, l'inglese viene appreso sempre più come madrelingua, mentre l'italiano è relegato ad essere seconda lingua.
Tuttavia le iscrizioni ai corsi erogati in italiano sul suolo statunitense hanno registrato una crescita del 3,0% nel 2009 e continuano a registrare un aumento positivo. È chiaro che per mantenere in vita una lingua, uno dei fattori determinanti è l'appoggio delle autorità scolastiche e di quanti ne sostengono l'inserimento nei sistemi educativi.
Già negli anni Ottanta l'italo-americano era considerato dagli emigrati una varietà bassa, dovuta a una situazione socioeconomica sfavorevole, ma comunque una varietà affettiva. In questo periodo l'«italiano» inteso dalle prime generazioni era diverso rispetto alle seconde. Per gli anziani l'italiano era il dialetto o l'italiano regionale, per i più giovani l'italiano era la varietà italo-americana mista al continuum linguistico degli emigrati.
A preferire il dialetto come madrelingua erano gli emigrati di prima generazione, anche se gli conferivano minore importanza, mentre la prima generazione di giovani era favorevole al mantenimento del dialetto perché non ostacolava l'apprendimento dell'inglese. In questo caso la scelta era probabilmente dettata dalla volontà di mantenere vive le proprie origini.
L'inglese è ovviamente la varietà colta e di prestigio opposta alla varietà italo-americana mista (dialetto e inglese), perché percepita dalla maggior parte degli emigrati come "scorretta", adatta a un uso informale. Per la salvaguardia dell'italiano negli Stati Uniti è vivo il desiderio di mantenerne l'uso e di insegnarlo ai bambini con l'appoggio dell'educazione bilingue. Ciò nonostante non è da trascurare che le risposte a studi e questionari riflettono una volontà ideale più che la realtà effettiva.
Il processo di americanizzazione, la mancanza di stabilità dell'italiano parlato e il più frequente bilinguismo italiano/inglese della nuova emigrazione, dovuta alla conoscenza dell'italiano standard, ci dicono che le varietà parlate negli Stati Uniti subiscono un processo di ristrutturazione.